# Menno Vloon
Menno Vloon, född 11 maj 1994 i Zaandam, är en nederländsk friidrottare som tävlar i stavhopp. Han har blivit nederländsk mästare elva gånger, varav fem utomhus (2014–2017, 2020) och sex inomhus (2016, 2019, 2021–2024). Vloon innhar det nederländska rekordet i stavhopp både utomhus och inomhus.
Vloon tränas av den tidigare stavhopparen Christian Tamminga.

## Karriär

### 2015–2017
Den 31 januari 2015 vann Vloon en tävling i franska Mouilleron-le-Captif och satte ett nytt personbästa med ett hopp på 5,48 meter. Under året tog han även guld vid nederländska mästerskapen, brons vid nederländska inomhusmästerskapen samt brons i sjukamp vid nederländska mästerskapen i mångkamp. 2016 tog Vloon guld vid både nederländska inomhusmästerskapen och nederländska mästerskapen. Han tävlade under året även vid EM i Amsterdam, men tog sig inte vidare från kvalet.
Den 12 februari 2017 tog Vloon silver vid nederländska inomhusmästerskapen med ett hopp på 5,63 meter. Den 10 juni hoppade han 5,85 meter vid en tävling i tyska Zweibrücken och slog då Rens Bloms nederländska rekord från 2004 med fyra centimeter. Vid nederländska mästerskapen i Utrecht den 13 juli tog Vloon guld med ett hopp på 5,70 meter. Följande månad vid VM i London skadade han sig i sitt första hopp efter att ha kraschat rakt in i stavhoppsställningen och fick bryta tävlingen utan något giltigt hopp. I slutet av året blev Vloon utsedd till årets manliga friidrottare i Nederländerna.

### 2018–2019
I början av februari 2018 tävlade Vloon vid två IAAF World Indoor Tour-tävlingar i tyska Karlsruhe och Düsseldorf. Han slutade på fjärdeplats i båda tävlingarna efter att ha hoppat 5,60 respektive 5,70 meter. Den 18 februari tog Vloon silver vid nederländska inomhusmästerskapen med ett hopp på 5,33 meter. Vloon landade dock på mattkanten vid ett hopp i tävlingen, vilket resulterade i en fotledsskada som höll honom borta från tävlingar i flera månader och gjorde att han bland annat missade nederländska mästerskapen.
Efter att inte gjort någon tävling sedan juli 2018 gjorde Vloon comeback och vann nederländska inomhusmästerskapen den 17 februari 2019 med ett hopp på 5,25 meter. Den 9 juni slutade han på andra plats vid FBK Games i Hengelo med ett hopp på 5,51 meter och besegrades endast av amerikanska Sam Kendricks. 20 dagar senare vid en tävling i tyska Köln hoppade Vloon 5,71 meter och klarade då kvalgränsen för VM i Doha.
Den 26 juli tog Vloon silver vid nederländska mästerskapen med ett hopp 5,50 meter och slutade då bakom Rutger Koppelaar. Därefter missade han VM i Doha i september efter att ha skadat sig under uppvärmningen.

### 2020
Vloons inomhussäsong pågick mellan januari och februari och han genomförde då tävlingar i Tyskland, Nederländerna, Belgien och Polen. I januari tangerade han sitt personbästa inomhus vid en tävling i belgiska Gent och sedan vid tyska Indoor Meeting Karlsruhe som var en del av World Athletics Indoor Tour med vardera hopp på 5,70 meter. Den 22 februari vid nederländska inomhusmästerskapen tog Vloon silver med ett hopp på 5,60 meter efter att ha slutat bakom Rutger Koppelaar.
Säsongen fick ett uppehåll på grund av covid-19-pandemin och Vloon byggde då upp en stavhoppsställning i tränaren Christian Tammingas trädgård, där han lyckades hoppa 5,61 meter. Utomhussäsongen började sedan i juli och pågick fram till september för Vloons del som genomförde tävlingar i Nederländerna, Belgien, Tyskland, Polen och Österrike. Den 19 augusti slutade Vloon på tredje plats vid Irena Szewińska Memorial i polska Bydgoszcz med ett hopp på 5,70 meter. Sex dagar senare slutade han på andra plats vid Janusz Kusociński Memorial i polska Chorzów med ett hopp på 5,72 meter och besegrades endast av amerikanska Sam Kendricks. Den 30 augusti tog Vloon guld vid nederländska mästerskapen i Utrecht med ett hopp på 5,75 meter. Han avslutade säsongen den 19 september med att vinna Gouden Spike i Leiden och sätta ett nytt tävlingsrekord med ett hopp på 5,76 meter.

### 2021
I årets första tävling den 31 januari i tyska Düsseldorf hoppade Vloon 5,81 meter och satte då ett nytt nederländskt inomhusrekord. Den 20 februari tog han guld vid nederländska inomhusmästerskapen med ett hopp på 5,72 meter. En vecka senare förbättrade Vloon sitt nationsrekord avsevärt då han hoppade 5,96 meter vid en tävling i franska Clermont-Ferrand. Den 7 mars slutade Vloon på femte plats vid inomhus-EM i Toruń med ett hopp på 5,70 meter.
Vloon började utomhussäsongen den 6 juni vid FBK Games i Hengelo, där han slutade på tredje plats med ett hopp på 5,80 meter. Sex dagar senare vann Vloon Gouden Spike i Leiden med ett hopp på 5,70 meter. Den 19 juni slutade han på andra plats med ett hopp på 5,80 meter vid tävlingen Sky´s the Limit i Zweibrücken och besegrades endast av tyska Oleg Zernikel. Sex dagar senare tog Vloon silver vid nederländska mästerskapen i Breda med ett hopp på 5,40 meter och slutade bakom guldmedaljören Rutger Koppelaar. Den 3 juli vann han sedan KBC Nacht van de Atletiek i belgiska Heusden-Zolder med ett hopp på 5,75 meter. Samma dag blev Vloon uttagen i Nederländernas trupp till OS i Tokyo.
Den 31 juli vid OS i Tokyo hoppade Vloon 5,75 meter i kvalet i stavhoppstävlingen och kvalificerade sig för finalen. Tre dagar senare i finalen klarade han starthöjden på 5,55 meter, men misslyckades sedan i sina tre försök på 5,70 meter. Vloon kom alltså inte upp i samma nivå som i kvalet och slutade på totalt 13:e plats i sitt första OS. Under augusti och september tävlade han därefter vid tävlingar i Belgien, Nederländerna, Tyskland och Österrike med blandade resultat. Den 25 september avslutade Vloon säsongen med att vinna en stavhoppstävling i italienska Cesano Maderno med ett hopp 5,81 meter.

### 2022
Vloon började inomhussäsongen 2022 med att tävla i Perche Élite Tour som innefattade fem stavhoppstävlingar runt om i Frankrike mellan januari och mars. Han började den 15 januari med att vinna den första tävlingen av touren i Bordeaux med ett hopp på 5,74 meter. Vloon vann sedan även följande tävling den 29 januari i Nevers med ett hopp på 5,86 meter och klarade då kvalgränsen för samtliga av årets internationella mästerskap (inomhus-VM, utomhus-VM och europeiska idrottsmästerskapen). Den 19 februari vann han sin tredje tävling på touren i Clermont-Ferrand med ett hopp på 5,87 meter. Åtta dagar senare vid nederländska inomhusmästerskapen tog Vloon sitt andra raka guld och satte ett nytt mästerskapsrekord med ett hopp på 5,91 meter.
I mars vid inomhus-VM i Belgrad slutade Vloon på delad femteplats i stavhoppstävlingen med belgiska Ben Broeders efter ett hopp på 5,75 meter.

## Tävlingar

### Internationella
| År                         | Tävling                         | Plats                      | Placering                  | Gren                       | Höjd                       |
| Tävlande för Nederländerna | Tävlande för Nederländerna      | Tävlande för Nederländerna | Tävlande för Nederländerna | Tävlande för Nederländerna | Tävlande för Nederländerna |
| -------------------------- | ------------------------------- | -------------------------- | -------------------------- | -------------------------- | -------------------------- |
| 2011                       | European Youth Olympic Festival | Trabzon                    | 9:e                        | Stavhopp                   | 4,65 m                     |
| 2012                       | Juniorvärldsmästerskapen        | Barcelona                  | 17:e (kval)                | Stavhopp                   | 4,95 m                     |
| 2015                       | U23-europamästerskapen          | Tallinn                    | 8:e                        | Stavhopp                   | 5,30 m                     |
| 2016                       | Europamästerskapen              | Amsterdam                  | 17:e (kval)                | Stavhopp                   | 5,35 m                     |
| 2017                       | Världsmästerskapen              | London                     | –                          | Stavhopp                   | Inget giltigt hopp         |
| 2021                       | Europeiska inomhusmästerskapen  | Toruń                      | 5:e                        | Stavhopp                   | 5,70 m                     |
| 2021                       | Olympiska sommarspelen          | Tokyo                      | 13:e                       | Stavhopp                   | 5,55 m                     |
| 2022                       | Inomhusvärldsmästerskapen       | Belgrad                    | 5:e                        | Stavhopp                   | 5,75 m                     |
| 2022                       | Världsmästerskapen              | Eugene                     | 9:e (kval)                 | Stavhopp                   | 5,75 m                     |
| 2022                       | Europamästerskapen              | München                    | 9:e (kval)                 | Stavhopp                   | 5,65 m                     |
| 2023                       | Europeiska inomhusmästerskapen  | Istanbul                   | 11:e (kval)                | Stavhopp                   | 5,55 m                     |
| 2023                       | Europeiska spelen               | Chorzów                    | 1:a                        | Stavhopp                   | 5,85 m                     |
| 2023                       | Världsmästerskapen              | Budapest                   | 16:e (kval)                | Stavhopp                   | 5,70 m                     |
| 2024                       | Inomhusvärldsmästerskapen       | Glasgow                    | 8:e                        | Stavhopp                   | 5,65 m                     |

1. 1 2  Inget giltigt hopp i finalen

### Nationella
| - Nederländska friidrottsmästerskapen (utomhus): - 2012: 6:e plats – Stavhopp (4,80 meter, Amsterdam) - 2014: Guld – Stavhopp (5,40 meter, Amsterdam) - 2015: Guld – Stavhopp (5,20 meter, Amsterdam) - 2016: Guld – Stavhopp (5,40 meter, Amsterdam) - 2017: Guld – Stavhopp (5,70 meter, Utrecht) - 2019: Silver – Stavhopp (5,50 meter, Haag) - 2020: Guld – Stavhopp (5,75 meter, Utrecht) - 2021: Silver – Stavhopp (5,40 meter, Breda) - 2023: Silver – Stavhopp (5,32 meter, Breda) | - Nederländska friidrottsmästerskapen (inomhus): - 2012: 5:e plats – Stavhopp (5,07 meter, Apeldoorn) - 2013: 5:e plats – Stavhopp (5,32 meter, Apeldoorn) - 2014: 4:e plats – Stavhopp (5,22 meter, Apeldoorn) - 2015: Brons – Stavhopp (5,20 meter, Apeldoorn) - 2016: Guld – Stavhopp (5,30 meter, Apeldoorn) - 2017: Silver – Stavhopp (5,63 meter, Apeldoorn) - 2018: Silver – Stavhopp (5,33 meter, Apeldoorn) - 2019: Guld – Stavhopp (5,25 meter, Apeldoorn) - 2020: Silver – Stavhopp (5,60 meter, Apeldoorn) - 2021: Guld – Stavhopp (5,72 meter, Apeldoorn) - 2022: Guld – Stavhopp (5,91 meter, Apeldoorn) - 2023: Guld – Stavhopp (5,82 meter, Apeldoorn) - 2024: Guld – Stavhopp (5,83 meter, Apeldoorn) | - Nederländska mästerskapen i mångkamp (inomhus): - 2014: Brons – Sjukamp (5 611 poäng, Apeldoorn) - 2015: Brons – Sjukamp (5 661 poäng, Apeldoorn) |

## Personliga rekord
| Utomhus - Stavhopp – 5,88 m (Berlin, 4 september 2022) 0NR0 | Inomhus - Stavhopp – 5,96 m (Aubière, 27 februari 2021) 0NR0 |